# Chiesa di Santa Maria Assunta (Montereale Valcellina)
La chiesa di Santa Maria Assunta è la parrocchiale di Montereale Valcellina, in provincia di Pordenone e diocesi di Concordia-Pordenone; fa parte della forania di Maniago.

## Storia
Già in epoca medievale Montereale era sede di una pieve della diocesi di Concordia.
La prima pietra della nuova chiesa parrocchiale di Santa Maria Assunta venne posta nel 1787; l'edificio, disegnato dal barnabita Mario Cortenovis, fu portato a compimento nel 1812 e consacrato il 9 agosto 1857 dal vescovo di Concordia Andrea Casasola.
Nel 1970 venne realizzato il nuovo altare postconciliare rivolto verso l'assemblea, mentre l'ambone è più recente, essendo stato costruito nel 1990; alcuni anni dopo, nel 1999 si procedette all'eliminazione delle barriere architettoniche e nel 2014 il tetto della chiesa fu interessato da un intervento di restauro.

## Descrizione

### Esterno
La facciata della chiesa, rivolta guarda a ponente e rivestita da blocchi di pietra chiara, presenta centralmente il portale d'ingresso, al quale s'accede tramite una scalinata di cinque gradini e affiancato da due coppie di semicolonne binate d'ordine tuscanico sorreggenti la trabeazione, mentre sopra s'apre una finestra di forma rettangolare; ai lati del prospetto vi sono due ali minori di raccordo con i bracci del transetto.
Vicino alla parrocchiale si erge su un alto basamento a scarpa il campanile a pianta quadrata, la cui cella presenta su ogni lato una serliana.

### Interno
L'interno dell'edificio, avente una pianta cruciforme, si compone di un'unica navata, abbellita da colonne e lesene, sulla quale si affacciano le cappellette ospitanti i confessionali e gli altari minori; al termine dell'aula si sviluppa il presbiterio, rialzato di alcuni gradini e chiuso dalla parete di fondo piatta.
Qui sono conservate diverse opere di pregio, la più importante delle quali è l'altare maggiore, proveniente dalla chiesa di San Rocco; notevoli sono anche le vetrate raffiguranti Storie della vita della Vergine, realizzate nel 1982 da Angelo Gonnella.